# Discovery+
Discovery+ (Discovery Plus; estilizado como discovery+) es una plataforma de streaming de video bajo demanda propiedad de Warner Bros. Discovery. Su catálogo de programación está compuesto por series y documentales que forman parte de la biblioteca mediática de Discovery. Fue lanzado al mercado por primera vez el 23 de marzo de 2020 en la India y el 4 de enero de 2021 en Estados Unidos. 

## Antecedentes
Discovery+ es también el nombre del servicio de streaming similar de Discovery anteriormente llamado Dplay que estaba disponible en Europa y Japón.

## Historia
Discovery+ se lanzó oficialmente por primera vez en India el 23 de marzo de 2020, incluido contenido de varios canales de la red Discovery en ocho idiomas diferentes que se hablan en toda la región.
En septiembre de 2020, Discovery anunció planes para lanzar un servicio de streaming internacional a principios de 2021. El 20 de octubre del mismo año, Discovery+ se lanzó en el Reino Unido como una aplicación independiente en asociación con Sky, que ofreció a los clientes de SKY Q acceso gratuito al servicio por 12 meses. El servicio se lanzó en Polonia poco después, donde se encuentra dentro del servicio Player.pl de TVN propiedad de Discovery.
El 4 de enero de 2021, Discovery+ se lanzó en el mercado estadounidense con un plan basado en anuncios a partir de $4,99 dólares por mes y un plan sin publicidad a $6,99 por mes. El servicio también se lanzó con una vista previa exclusiva de la próxima red Magnolia.
El 5 de enero de 2021, Discovery+ reemplazó a Dplay en todos los países de Europa donde estaba disponible.
En agosto de 2021, Discovery informó que tenía más de 18 millones de suscriptores en todos sus servicios de streaming directa al consumidor, incluidos Discovery+ y otros.
En octubre de 2021, Discovery anunció que Discovery+ se lanzaría en Canadá el 19 de octubre. Corus Entertainment, que opera versiones canadienses de los antiguos canales interactivos de Scripps Networks en Canadá con Discovery como accionista minoritario, será un socio de marketing para el lanzamiento.
Discovery+ se lanzó en Brasil el 9 de noviembre de 2021.
En noviembre de 2021, Discovery y WarnerMedia discutieron un plan para combinar HBO Max y Discovery+ en un solo servicio de streaming en dos fases: una fase inicial que permite la agrupación rápida de los servicios y una segunda fase que permite un servicio común en una plataforma tecnológica.
A principios de diciembre de 2022, CNBC informó a través de fuentes internas que la plataforma unificada se estaba desarrollando con el nombre en clave "BEAM" y que se estaban considerando varios nombres, incluido simplemente "Max". En febrero de 2023, Zaslav declaró durante una conferencia de resultados financieros que WBD ya no planeaba cesar las operaciones de Discovery+ a favor del servicio fusionado, debido a su rentabilidad y baja rotación. Explicó que sus clientes estaban "muy contentos con la oferta de productos" y preguntó "¿por qué lo cerraríamos?". The Wall Street Journal informó que WBD ya no planeaba fusionar completamente Discovery+ en HBO Max, citando el deseo de preservar su base de suscriptores actual (incluidos los clientes que pueden no estar interesados en el entretenimiento orientado). servicio debido a factores tales como su precio esperado. En cambio, el sucesor de HBO Max presentaría "la mayoría", pero no todo, el contenido de Discovery+. Max se presentó oficialmente el 12 de abril de 2023, para un lanzamiento en EE. UU. el 23 de mayo. En contraste con los planes de WBD de mantener Discovery+ operativo al menos en los Estados Unidos, Warner Bros. Discovery Asia-Pacific anunció en marzo de 2023 que Discovery+ sería descontinuado en Filipinas el 27 de abril de 2023, a favor del servicio local HBO Go (WBD había anunciado un lanzamiento en Asia-Pacífico para Max a mediados de 2024).
En el verano de 2024, Max se lanzó en 25 países europeos, integrando contenido de Eurosport y Discovery+. En consecuencia, los países que ofrecen tanto HBO Max (ahora Max) como Discovery+ dejaron de aceptar nuevas suscripciones y renovaciones de Discovery+, y no se agregó contenido nuevo a la plataforma, redirigiendo a los usuarios existentes a Max.
Poco tiempo después, Discovery+ cerró permanentemente en España, Dinamarca, Finlandia y Países Bajos el 9 de diciembre de 2024, así como cesó operaciones en Brasil el 6 de febrero de 2025 y en Turquía el 15 de abril de 2025.
Las suscripciones anuales a Discovery+ en el Reino Unido, Irlanda, Alemania e Italia finalizaron el 27 de febrero de 2025.
Discovery+ continuará disminuyendo sus operaciones en los mercados europeos donde HBO Max esté disponible, a lo largo de 2025.
A principios de 2026, se espera que HBO Max se lance en el Reino Unido e Irlanda, con Discovery+ integrado en el servicio. Esto está ligado a la conclusión del acuerdo de contenido y distribución entre Warner Bros. Discovery y Sky, que expirará a finales de 2025. 

## Funciones de servicio y soporte del dispositivo
Discovery+ estaba disponible para transmisión a través de navegadores web en PC y Mac, así como aplicaciones en dispositivos Apple iOS y Apple TV, dispositivos móviles Android y Android TV, dispositivos Amazon como Fire TV y Fire HD, Chromecast, dispositivos Roku, PlayStation 4, PlayStation 5, Xbox One, Xbox Series X|S, Windows, y otros.

## Programación original
La mayoría de los originales de Discovery+ se basaban en programas existentes de la biblioteca Discovery con algunas de las estrellas de la alineación.

### Biblioteca y programas sindicados
La biblioteca de Discovery+ se extrae principalmente de la programación original de las marcas de canales de Discovery Inc. antes de la fusión con WarnerMedia, incluidos, entre otros, Discovery Channel, Animal Planet, TLC, Travel Channel, Magnolia Network, HGTV, Food Network, Investigation Discovery y otros canales internacionales como Asian Food Network.
En los Estados Unidos, Discovery+ también obtuvo la licencia de programación sin guion de los canales lineales de A&E Networks (A&E, History y Lifetime) y varios programas con licencia de NBCUniversal Global Distribution, que incluye American Ninja Warrior, The Biggest Loser, Flipping Out, Queer Eye, The Real Housewifes of Melbourne, Cheshire y Johannesburgo, Top Chef Canada (que es producido por la versión canadiense de Food Network) y WAGS.

### Deportes
En territorios europeos seleccionados, Discovery+ ofrece contenido deportivo a través de las redes Eurosport y TNT Sports de Warner Bros. Discovery, subsumiendo la anterior plataforma de streaming de Eurosport, Eurosport Player. El servicio comenzó a incluir a GolfTV luego de su cierre en diciembre de 2022.
Además, en septiembre de 2023, BT Group y Warner Bros. Discovery anunciaron que la aplicación y el reproductor web de BT Sport cerrarían el 12 de octubre de 2023, lo que convirtió a Discovery+ en el nuevo hogar en streaming de TNT Sports.
En febrero de 2024, MotorTrend+ cerró por lo que su contenido y suscriptores migraron a Discovery+.

### España
HBO España había anunciado en múltiples ocasiones que no tenían constancia de que fuesen a sustituir su servicio actual por HBO Max, así como tampoco se verían incrementadas sus tarifas. Sin embargo, en diciembre de 2020, el máximo responsable de HBO Max, Andy Forssell, reveló que todos los servicios de HBO en Europa, incluyendo HBO España, serían sustituidos por HBO Max. El 26 de octubre de 2021 HBO Max se lanzó en España.
HBO Max confirma su transformación a Max para 2024 en España tras fusionarse en una nueva plataforma con Discovery+.